# Arasinaguppe, Chikmagalur
Arasinaguppe là một làng thuộc tehsil Chikmagalur, huyện Chikmagalur, bang Karnataka, Ấn Độ.